# Mischocyttarus mixtus
Mischocyttarus mixtus är en getingart som beskrevs av Richards 1978. Mischocyttarus mixtus ingår i släktet Mischocyttarus och familjen getingar. Inga underarter finns listade i Catalogue of Life.